# Gravity Probe B
Gravity Probe B es un satélite artificial desarrollado por la NASA y la Universidad de Stanford para comprobar dos predicciones de la teoría general de la relatividad de Albert Einstein. Fue lanzado el 20 de abril de 2004 por un cohete Delta desde la base Vandenberg, obteniendo resultados exitosos que fueron presentados los primeros días de mayo de 2011.
El satélite, que orbita a 650 km de altura en una órbita polar, lleva cuatro pequeños giroscopios contenidos en un vaso Dewar de 1500 litros de capacidad y enfriado con helio líquido a 1,8 Kelvin, cuyo desplazamiento será medido con una precisión sin precedentes para detectar pequeños cambios en la dirección de giro. Estos pequeños cambios serían debidos a la manera en que el espaciotiempo es distorsionado por la masa y el giro de la Tierra. Los giroscopios fueron construidos a partir de esferas de cuarzo recubiertas de niobio, que a las temperaturas del helio líquido se vuelve superconductor, permitiendo que los giroscopios puedan ser suspendidos eléctricamente. Los cambios en el eje de rotación de los giroscopios (que giran a 10 000 revoluciones por minuto) son medidos por magnetómetros ultrasensibles.
La nave se estabiliza por rotación (entre 0,1 y 1 revoluciones por minuto). Los propulsores de posición se alimentan del helio que enfría el vaso Dewar.

## Resultados exitosos
En mayo de 2011 la Administración Nacional de Aeronáutica y del Espacio de Estados Unidos, NASA, informó que la misión Gravity Probe B pudo confirmar las dos predicciones clave derivadas de la teoría general de la relatividad para cuyo fin había sido diseñada la nave. A su vez la Universidad Stanford informó que después de treinta y un años de investigaciones, diez años de preparativos, un año y medio de vuelo y cinco años de análisis de datos; el grupo encargado del proyecto arribó a los resultados finales de la prueba que marca un hito en la teoría formulada por Albert Einstein en 1916.